# Kościół św. Pawła Pustelnika w Wied il-Għasel (Mosta)
Kościół Świętego Pawła Pustelnika (malt. Il-Knisja ta’ San Pawl l-Eremita, ang. The Chapel of St. Paul the Hermit), znany powszechnie jako kaplica św. Pawła Pustelnika – niewielki rzymskokatolicki kościół znajdujący się w nyży na stoku Wied il-Għasel, w granicach miejscowości Mosta na Malcie. 

## Historia
O początkach tej kaplicy krążą legendy. Jednak fakty wskazują, że wizytator apostolski prałat Pietro Dusina odwiedził kaplicę w 1575 podczas swojej wizyty apostolskiej na Malcie. Kaplica posiadała drewniane drzwi, co było wówczas rzadkością, oraz ołtarz. Nie było jednak proboszcza, ani szat i przedmiotów liturgicznych.
Kaplica ta jest również wspomniana w pierwszej księdze historii Malty napisanej przez Giovanniego Francesco Abelę w 1647, opisującej niektóre obrazy znajdujące się w kaplicy. W 1656 mieszkaniec Mosty Ġan Pawl Mangion przywiózł obraz Matki Boskiej i umieścił go w jaskini. Biskup Balaguer udzielił Mangionowi pozwolenia na odbudowę kaplicy z ołtarzem wokół obrazu w jaskini. Kaplica jest także wzmiankowana w 1676, kiedy to niejaki Don Ortensio Bennini odprawiał w niej mszę i głosił kazania w jej święto.
Z biegiem czasu kaplica została opuszczona. Dopiero w 1920 z polecenia arcybiskupa Maurusa Caruany opiekę nad kaplicą objął ks. Karm Gauci. W związku z tym odrestaurowano kaplicę i zbudowano dzwonnicę. Jednak z powodu zablokowania drogi prowadzącej do kaplicy ludzie nie schodzili już do doliny i kaplica została ponownie opuszczona. W drugiej połowie XX wieku, w związku z wielokrotnym niszczeniem kaplicy, co doprowadziło ją do ruiny arcybiskup Mikiel Gonzi podczas swojej ostatniej wizyty pastoralnej zdekonsekrował kaplicę. W 1993 kaplicę przywrócono do pierwotnego stanu, powtórnie poświęcono, i dziś znów służy wiernym.

## Architektura

### Wygląd zewnętrzny
Budynek zbudowany jest na planie prostokąta. Kaplica jest surowa, bez zbyt wielu dekoracji, ani wewnątrz, ani na zewnątrz. Po lewej stronie kaplica przylega do ściany jaskini. Główne drzwi są kwadratowe i otoczone gładką kamienną ramą. Nad nimi proste belkowanie. Do kaplicy prowadzi jeden stopień. Po obu stronach drzwi znajdują się kwadratowe okienka, które pozwalają wiernym zajrzeć do wnętrza i pomodlić się nawet wtedy, gdy jest ona zamknięta. Zarówno główne drzwi, jak i okienka można pozostawić otwarte, dla bezpieczeństwa zamykając jedynie żelazną kratę.

Nad drzwiami znajduje się okrągłe okno, oculus, które również jest otoczone prostą i gładką kamienną ramą, identyczną z ramą głównych drzwi. Nad oculusem, pośrodku fasady, znajduje się niewielka dzwonnica typu bell-cot, bez dzwonu. Nad dzwonnicą niewielki kamienny krzyż. Z przodu, koło drzwi, często spotykana w innych wiejskich kaplicach z tej samej epoki, znajduje się marmurowa tablica „Non Gode l'Immunità Ecclesiastica”.
Dach od zewnątrz jest prawie płaski i tylko lekko lekko wzniesiony pośrodku, aby woda deszczowa mogła zeń spłynąć. Wokół dachu kaplicy znajdują się także rury odprowadzające wodę deszczową. Na prawej ścianie wychodzącej na dolinę znajdują się kolejne drzwi, które można również zamknąć jedynie żelazną kratą. Drzwi te są półkoliście zakończone i ze względu na nierówność dna jaskini, aby do nich wejść, trzeba pokonać dwa stopnie.

## Kaplica wewnątrz
Wewnątrz kościoła znajduje się jeden marmurowy ołtarz, na którym znajduje się obraz przedstawiający po lewej stronie św. Pawła Pierwszego Pustelnika i po prawej św. Antoniego Opata. Widoczny jest także kruk (Corvus corax), ptak kojarzony ze św. Pawłem Pustelnikiem. Obraz ten jest wierną kopią oryginału, który został skradziony z tej kaplicy w grudniu 1988, a odnaleziony jakiś czas później i znajdujący się obecnie w Rotundzie. Obraz przedstawia scenę, gdy ci dwaj święci pustelnicy spotkali się w jaskini, w której mieszkał św. Paweł Pustelnik, i rozmawiali przez cały dzień. Mówi się, że św. Paweł Pustelnik miał 113 lat i następnego dnia zmarł. Święty Paweł Pustelnik żył między III a IV wiekiem naszej ery i jest czczony zarówno przez Kościół wschodni, jak i katolicki, które obchodzą jego święto 15 stycznia. Inny obraz przedstawiający tych dwóch świętych razem znajduje się również w starym kościele w Santa Venera.
Sklepienie kolebkowe wsparte na szeregu łuków wznoszących się z prostej ramy biegnącej wzdłuż ścian bocznych. Ołtarz znajduje się o stopień wyżej od reszty kościoła. Na środku kościoła zwisa z sufitu lampa. Po lewej stronie, w wewnętrznej jaskini znajduje się kolejny mały ołtarz, nad którym zawieszony jest obraz Matki Bożej Łaskawej z Dzieciątkiem, aniołami i duszami czyśćcowymi.
Dziś, po odrestaurowaniu przez Raffaela Bonniciego Calì oryginały obu obrazów znajdują się w zakrystii kościoła parafialnego w Moście.